# Regimini militantis ecclesiae

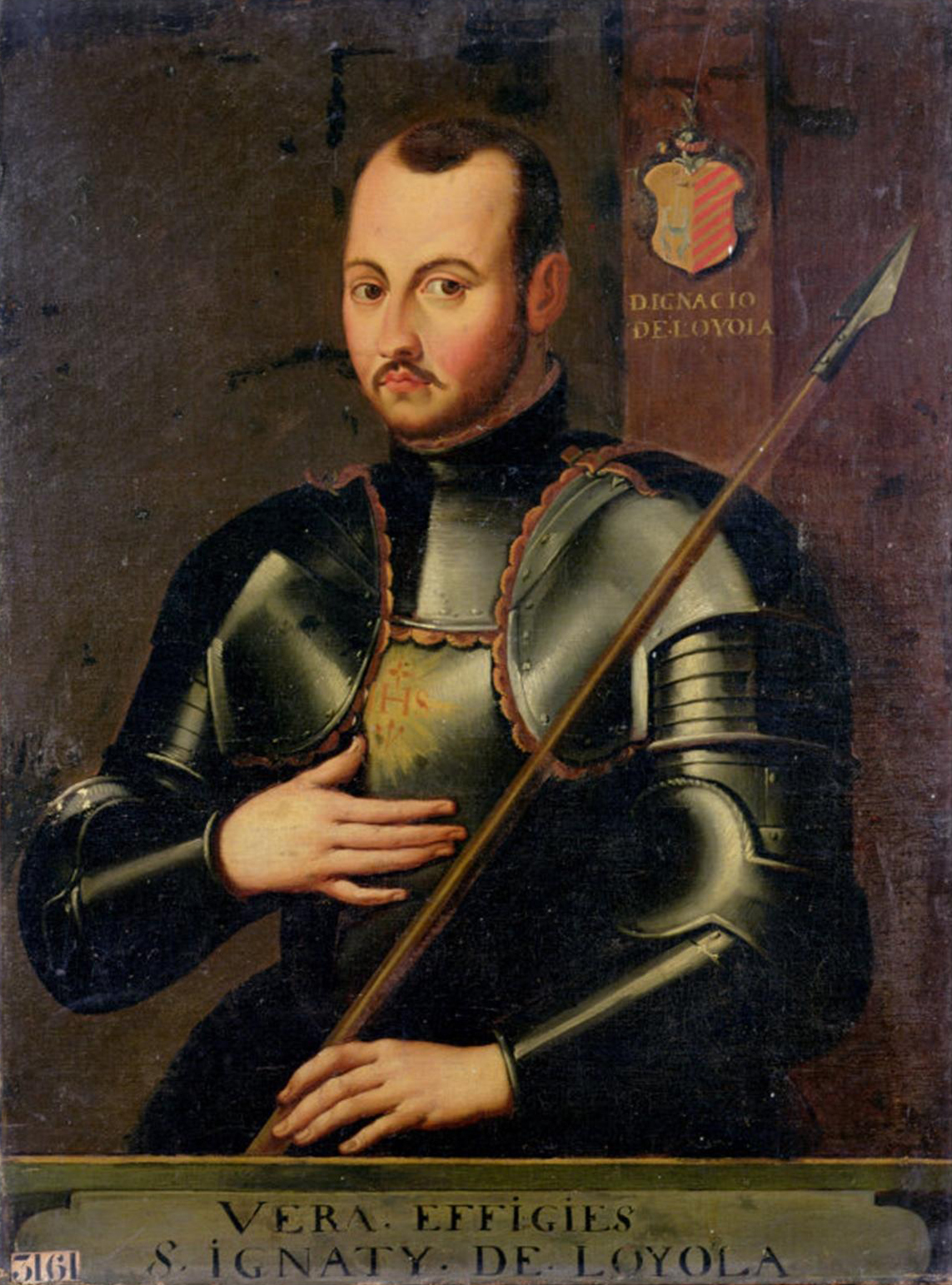
Ignatius von Loyola

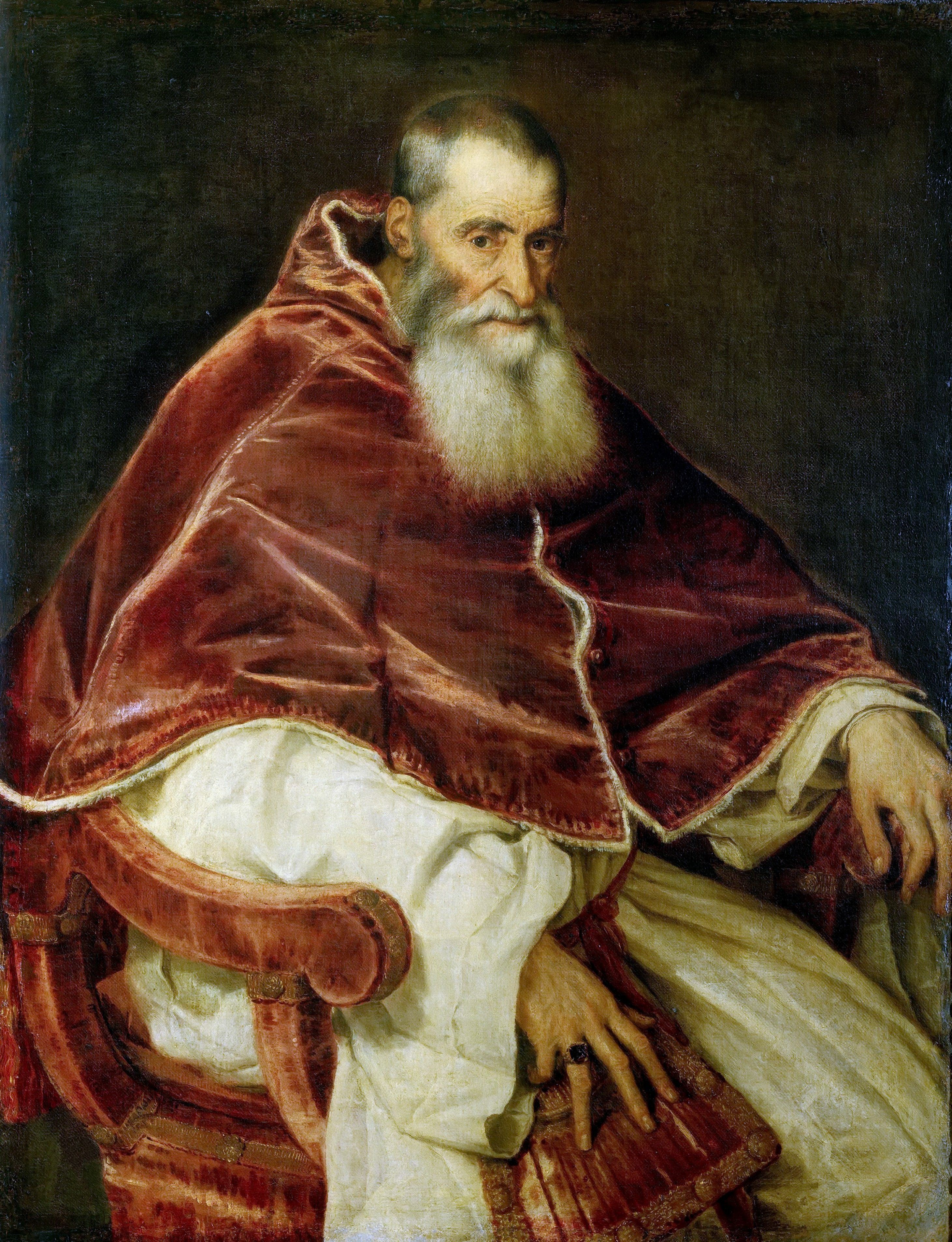
Papst Paul III. in einem Gemälde von Tizian

Mit der Gründungsbulle Regimini militantis ecclesiae (dt. „Zur Regierung der Streitenden Kirche“) vom 27. September 1540 wurde der  Jesuitenorden durch Papst Paul III. endgültig bestätigt.

## Vorgeschichte
Am 3. Mai 1539 hatten die Gefährten um Ignatius von Loyola, nachdem sie sich entschlossen hatten in einem Orden zusammen zu leben, die Ergebnisse ihrer Beratungen zusammengefasst. Die Ordensgemeinschaft nannte sich selbst „Gesellschaft (Compania de) Jesu“ und ihr Ordensgründer stellte Ende Juni 1539 die „Summa Instituti“, den Urentwurf der Ordenssatzungen zusammen.

## Genehmigung

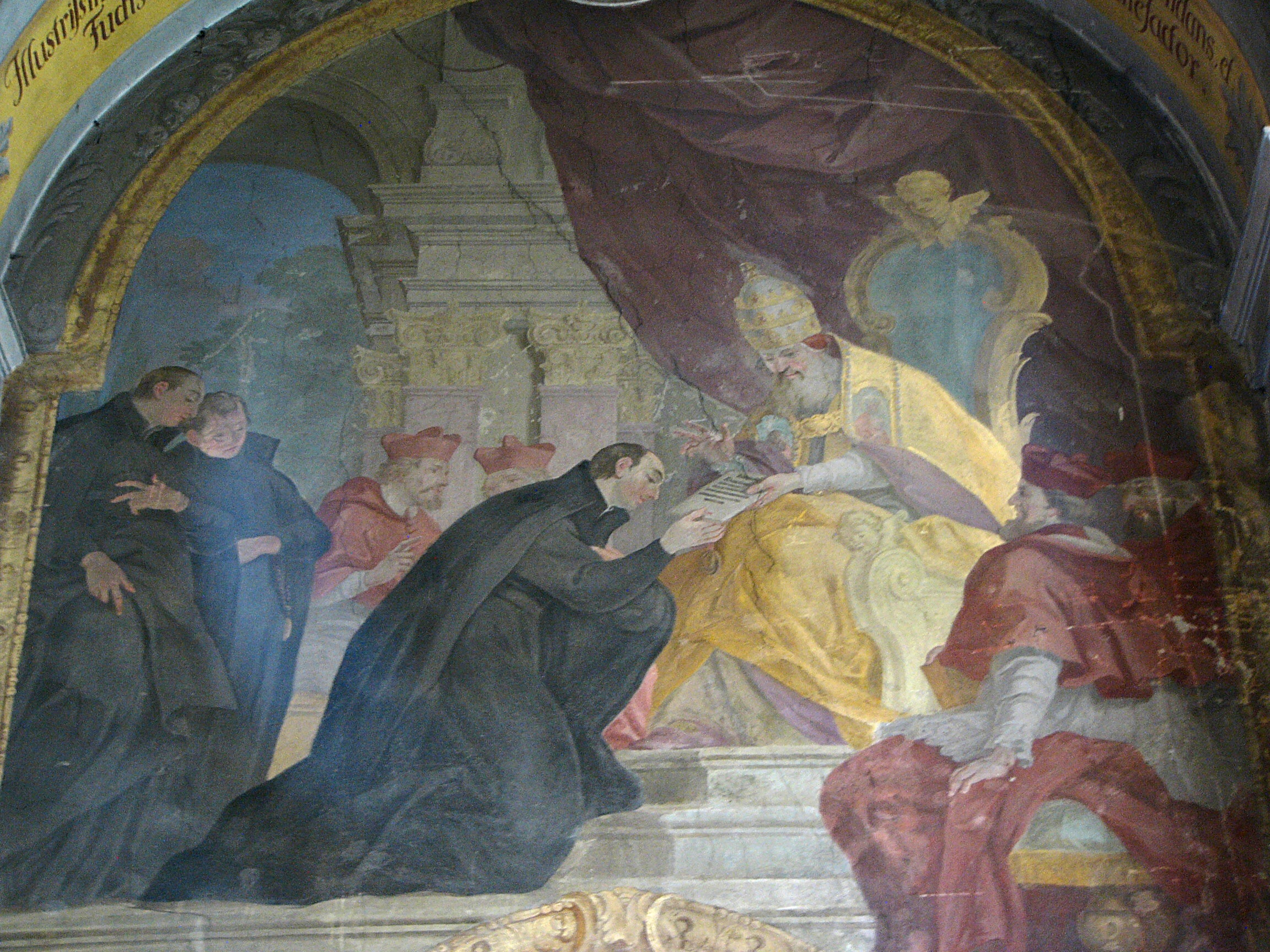
Ignatius von Loyola empfängt die Bulle aus der Hand des Papstes. Fresko von Johann Christoph Handke in Olmütz, nach 1743.

Papst Paul III. beauftragte den Dominikaner Tommaso Badia mit der Prüfung der  Ordensregeln und bestätigte 1539 mündlich, nach der Befürwortung durch Badia, die Ordensgründung sowie dessen Regel. Aber erst fast  ein Jahr später wurde die Bulle 'Regimini militantis ecclesiae' im Palast von San Marco ausgefertigt, in ihr wurde die „Summa Instituti“ aufgenommen. 